# Francis de Rottenburg
Le major-général Francis de Rottenburg, baron de Rottenburg (4 novembre 1757 - 24 avril 1832) était un officier militaire et un administrateur colonial. Il a servi dans l'armée française et plus tard dans l'armée britannique,.

## Jeunesse et service
Franz von Rottenburg est né à Dantzig, dans le Royaume de Prusse (aujourd'hui Gdańsk en Pologne ) le 4 novembre 1757. Il est le fils de Franz Gottlieb von Rottenburg (2 avril 1725 - 2 mars 1799), marchand et propriétaire terrien, et d'Anna Maria Brunati (20 avril 1739 - 15 octobre 1799). Il a servi dans l'armée française, sous le nom de Rottenburg plutôt que de von Rottenburg, de mars 1782 à septembre 1791.  Rottenburg quitte l'armée française lorsque la Révolution française prend de l'ampleur. Il retourne à Dantzig. Il commanda un bataillon d'infanterie lors d'une révolte contre le pouvoir russe. En décembre 1795, Rottenburg rejoint l'armée britannique. Il sert alors chez les hussards de Hompesch. En 1796, il a aidé à établir l'infanterie légère de Hompesch, qui est devenue plus tard une partie du 5e bataillon du 60e régiment d'infanterie. Ce bataillon était formé principalement d'émigrés allemands. Rottenburg atteint le grade de lieutenant-colonel de cette unité et la commande pendant la rébellion irlandaise de 1798 et la prise du Suriname en 1799.
Rottenburg a écrit une série de manuels en allemand. Ces écrits sont devenus la base de la formation des carabiniers et de l'infanterie légère sous Sir John Moore. Il commanda plus tard une brigade de troupes légères dans la campagne de Walcheren.

## Service en Amérique du Nord
Dès avril 1808, Rottenburg avait été affecté à l’état-major nord-américain comme général de brigade. Il arrive au Canada en 1810, avec le grade de major général. Lorsque la guerre de 1812 avec les États-Unis éclate, il prend le commandement du district de Montréal. Il a assumé la responsabilité de la direction civile et de la direction militaire du Bas-Canada à deux reprises pendant l'absence de Sir George Prevost, le commandant en chef.
En 1813, il succède au major-général sir Roger Hale Sheaffe comme commandant militaire et civil du Haut-Canada. Rottenburg a été accusé d'avoir négligé ses devoirs civils et d'avoir été excessivement prudent dans ses décisions militaires. Il a refusé d'envoyer des renforts au major-général Henry Procter, commandant à la frontière de Détroit. Cette décision a finalement conduit aux défaites britanniques à la bataille du lac Érié et à la bataille de la rivière Thames. Plus tard, il imposa la loi martiale dans l'Eastern District et dans le Johnstown District, obligeant les fermiers à vendre des vivres à l'armée. Cette mesure impopulaire sera abrogée par son successeur, mais qu'il fut néanmoins forcé de la réimposer à tout le Haut-Canada.
En décembre 1813, Rottenburg est remplacé par le lieutenant-général sir Gordon Drummond et retourne à ses anciens postes dans le Bas-Canada. Plus tard en 1814, d'importants renforts britanniques arrivent au Canada. Sir George Prevost se prépare à envahir les États-Unis, en passant par le lac Champlain. Il place Rottenburg aux commandes d'une division de trois brigades (dirigées Manley Power, Thomas Brisbane et Frederick Philipse Robinson ). Prevost a personnellement mené la campagne et a été vaincue à la bataille de Plattsburgh. Prevost, Rottenburg et leurs équipes ont été critiqués par les trois commandants de brigade pour leur manque de courage durant la bataille de Plattsburgh.

## Fin de carrière
Rottenburg est rappelé en Grande-Bretagne en décembre 1814. Il quitte le Bas-Canada en juillet 1815. Il est nommé Chevalier Commandeur de l'Ordre royal de Hanovre en 1817 et « Knight Bachelor » le 12 février 1818. Il est promu lieutenant général le 12 août 1819. Il décède à Portsmouth le 24 avril 1832.

## Famille
Rottenburg a épousé Juliana Wilhelmina Carolina von Orelli, la fille de Johann Ulrich von Orelli, général napolitain, à Bratislava, le 4 janvier 1802. Ils eurent un fils et une fille. Son fils George Frederick Rottenburg était officier dans l'armée britannique arrivée au Canada dans les années 1830 et était officier de milice dans le Haut-Canada. George Frederick Rottenburg a quitté le Canada en 1852.